# Malletia
Malletia is een geslacht van tweekleppigen uit de  familie van de Malletiidae.

## Soorten
- Malletia abyssopolaris Clarke, 1960
- Malletia alata F. R. Bernard, 1989
- Malletia aoteana (B. A. Marshall, 1978)
- Malletia arciformis Dall, 1908
- Malletia arrouana E. A. Smith, 1885
- Malletia benthima Dall, 1908
- Malletia brevis E. A. Smith, 1906
- Malletia chilensis Desmoulins, 1832
- Malletia conspicua E. A. Smith, 1895
- Malletia cumingii (Hanley, 1860)
- Malletia dilatata (Philippi, 1844)
- Malletia dunkeri E. A. Smith, 1885
- Malletia encrypta Prashad, 1932
- Malletia faba Dall, 1897
- Malletia galatheae Knudsen, 1970
- Malletia gigantea (E. A. Smith, 1875)
- Malletia goniura Dall, 1890
- Malletia grasslei Sanders & Allen, 1985
- Malletia humilior Prashad, 1932
- Malletia inaequilateralis Habe, 1951
- Malletia inequalis Dall, 1908
- Malletia johnsoni A. H. Clarke, 1961
- Malletia magellanica (E. A. Smith, 1875)
- Malletia neptuni Thiele & Jaeckel, 1931
- Malletia obtusa (Sars G. O., 1872)
- Malletia pacifica Dall, 1897
- Malletia pellucida Thiele, 1912
- Malletia peruviana Dall, 1908
- Malletia sorror (Soot-Ryen, 1957)
- Malletia subaequalis (G. B. Sowerby II, 1870)
- Malletia surinamensis Sanders & Allen, 1985
- Malletia takaii Okutani, 1968
- Malletia talama Dall, 1916
- Malletia taliensis (Lan & Lee, 2001)
- Malletia tripartita Prashad, 1932
- Malletia truncata Dall, 1908